# Nepomyšl
Nepomyšl település Csehországban, Lounyi járásban. Nepomyšl Valeč, Podbořany, Podbořanský Rohozec, Krásný Dvůr, Vroutek és Mašťov településekkel határos. Lakosainak száma 444 fő (2024. január 1.).

## Népesség
A település lakosságának változását az alábbi diagram mutatja:
| Lakosok száma | 1683 | 1767 | 1728 | 706  | 500  | 385  | 389  | 395  | 431  | 444  |
|               | 1869 | 1900 | 1921 | 1961 | 1980 | 2011 | 2016 | 2019 | 2021 | 2024 |